# العلاقات البوسنية البيلاروسية
العلاقات البوسنية البيلاروسية هي العلاقات الثنائية التي تجمع بين البوسنة والهرسك وروسيا البيضاء.

## مقارنة بين البلدين
هذه مقارنة عامة ومرجعية للدولتين:
| وجه المقارنة                                              | البوسنة والهرسك                                             | روسيا البيضاء                    |
| --------------------------------------------------------- | ----------------------------------------------------------- | -------------------------------- |
| المساحة (كم2)                                             | 51.20 ألف                                                   | 207.60 ألف                       |
| عدد السكان (نسمة)                                         | 3.51 مليون                                                  | 9.50 مليون                       |
| الكثافة السكانية (ن./كم²)                                 | 68.55                                                       | 45.76                            |
| العاصمة                                                   | سراييفو                                                     | مينسك                            |
| اللغة الرسمية                                             | اللغة البوسنوية، اللغة الكرواتية، اللغة الصربية             | اللغة البيلاروسية، اللغة الروسية |
| العملة                                                    | مارك بوسني                                                  | روبل بلاروسي                     |
| الناتج المحلي الإجمالي (بليون دولار)                      | 18.17 مليار                                                 | 54.44 مليار                      |
| الناتج المحلي الإجمالي (تعادل القوة الشرائية) بليون دولار | 41.35 مليار                                                 | 168.35 مليار                     |
| الناتج المحلي الإجمالي الاسمي للفرد دولار أمريكي          | 4.25 ألف                                                    | 5.74 ألف                         |
| الناتج المحلي الإجمالي للفرد دولار أمريكي                 | 10.43 ألف                                                   | 18.18 ألف                        |
| مؤشر التنمية البشرية                                      | 0.733                                                       | 0.798                            |
| رمز المكالمات الدولي                                      | +387                                                        | +375                             |
| رمز الإنترنت                                              | .ba                                                         | .by، .бел                        |
| المنطقة الزمنية                                           | توقيت وسط أوروبا، ت ع م+01:00، ت ع م+02:00، أوروبا/سراييفو ‏ | ت ع م+03:00                      |

## منظمات دولية مشتركة
يشترك البلدان في عضوية مجموعة من المنظمات الدولية، منها:
| علم المنظمة | اسم المنظمة                               | تاريخ انضمام البوسنة والهرسك | تاريخ انضمام روسيا البيضاء |
| ----------- | ----------------------------------------- | ---------------------------- | -------------------------- |
|             | اتفاقية السماوات المفتوحة                 | ?                            | ?                          |
|             | منظمة الأمن والتعاون في أوروبا            | 30 أبريل 1992                | 30 يناير 1992              |
|             | مؤسسة التمويل الدولية                     | 25 فبراير 1993               | 2 نوفمبر 1992              |
|             | منظمة حظر الأسلحة الكيميائية              | ?                            | ?                          |
|             | الأمم المتحدة                             | 22 مايو 1992                 | 24 أكتوبر 1945             |
|             | الاتحاد الدولي للاتصالات                  | 20 أكتوبر 1992               | 7 مايو 1947                |
|             | منظمة الشرطة الجنائية الدولية             | ?                            | ?                          |
|             | البنك الدولي للإنشاء والتعمير             | 25 فبراير 1993               | 10 يوليو 1992              |
|             | الاتحاد البريدي العالمي                   | ?                            | ?                          |
|             | المركز الدولي لتسوية المنازعات الاستشارية | 13 يونيو 1997                | 9 أغسطس 1992               |
|             | وكالة ضمان الاستثمار متعدد الأطراف        | 19 مارس 1993                 | 3 ديسمبر 1992              |
|             | يونسكو                                    | 2 يونيو 1993                 | 12 مايو 1954               |

## وصلات خارجية
- موقع وزارة الخارجية البوسنية
- موقع وزارة الخارجية البيلاروسية